# Lord Don't Slow Me Down
Pour le documentaire, voir Lord Don't Slow Me Down (film).
Singles de Oasis
Let There Be Love
(2005) The Shock of the Lightning
(2008)
Lord Don't Slow Me Down est le premier single numérique du groupe de rock anglais Oasis. Sorti le 29 octobre 2007, il ne fait partie d'aucun album mais a recueilli un relatif succès aux téléchargements sur Internet. La chanson a été chantée et composée par Noel Gallagher. Elle a également été publié sur un vinyle 12 pouces dans une édition extrêmement limitée pour la promotion du rockumentaire du même nom retraçant la carrière de Oasis, Lord Don't Slow Me Down. Le single débute à la dixième position dans les charts anglaises, devenant le 21e single du groupe à rentrer dans le top 10. Il est également le premier single de Oasis à ne pas atteindre le top 4 depuis Cigarettes and Alcohol (1994).
En octobre 2006, la première partie de la chanson a été utilisée dans une bande-annonce du film du même nom. Enregistrée pendant les sessions de Don't Believe the Truth, Noel Gallagher l'a décrit comme étant "l'une des meilleures choses, comme The Who, The Yardbirds et le Jeff Beck Group combinés, et il a en plus deux solos de batterie ! ". La chanson a été jouée à la radio le 1er octobre. La chanson a été une piste probable pour Don't Believe the Truth, mais a été retirée de la liste finale par Noel, car il pensait qu'il chantait trop sur cet album et que cette chanson ne ferait que rajouter à cette impression. En mai 2008, une version studio inédite avec Liam Gallagher au chant a filtré sur les sites de fans sur internet.
Cette chanson figure sur l'édition bonus de Dig Out Your Soul.

## Liste des titres
1. Lord Don't Slow Me Down - 3:17
2. The Meaning of Soul (Live au Stade de Manchester City, 2005) - 2:32
3. Don't Look Back in Anger (Live au Stade de Manchester City, 2005) - 5:38

Les deux titres live ne figurent que sur la version bundle du single.

## Charts
| Pays        | Chart               | Plus Haute Position |
| ----------- | ------------------- | ------------------- |
| Royaume-Uni | UK Singles Chart    | 10e                 |
| Italie      | FIMI Singles Chart  | 21e                 |
| Irlande     | Irish Singles Chart | 37e                 |